# Surjoux-Lhopital
Surjoux-Lhopital è un comune francese sito nel dipartimento dell'Ain, nella regione Alvernia-Rodano-Alpi. Si tratta di un comune di nuova costituzione che dal 1º gennaio 2019 è stato creato con la fusione tra i comuni di Surjoux e Lhôpital, che ora ne sono divenuti comuni delegati.